# Myrianida hesperidium
Myrianida hesperidium är en ringmaskart som först beskrevs av Jean Louis René Antoine Édouard Claparède 1868.  Myrianida hesperidium ingår i släktet Myrianida och familjen Syllidae. Inga underarter finns listade i Catalogue of Life.